# Saint-Blaise-du-Buis
Saint-Blaise-du-Buis település Franciaországban, Isère megyében. Lakosainak száma 1064 fő (2022. január 1.). Saint-Blaise-du-Buis Apprieu, Chirens, La Murette és Réaumont községekkel határos.

## Népesség
A település népessége az elmúlt években az alábbi módon változott:
| Lakosok száma | 379  | 738  | 826  | 954  | 1004 | 1028 | 1062 | 1094 | 1084 | 1064 |
|               | 1968 | 1982 | 1990 | 2006 | 2013 | 2015 | 2017 | 2019 | 2020 | 2022 |